# خوسيه إزكييردو
خوسيه هيريبرتو إزكييردو مينا (بالإسبانية: José Heriberto Izquierdo Mena) (و. 1992  م) هو لاعب كرة قدم، من كولومبيا، ولد في بيريرا، شارك في كأس العالم لكرة القدم 2018، يلعب كمهاجم.

## وصلات خارجية
- خوسيه إزكييردو على موقع الاتحاد الدولي (مؤرشف)  (الإنجليزية)
- خوسيه إزكييردو على موقع قاعدة بيانات كرة القدم.إي يو (الإنجليزية)
- خوسيه إزكييردو على موقع ناشيونال فوتبول تيمز (الإنجليزية)
- خوسيه إزكييردو على موقع Soccerbase.com (لاعب) (الإنجليزية)
- خوسيه إزكييردو على موقع Soccerway.com (الإنجليزية)
- خوسيه إزكييردو على موقع عالم كرة القدم.نت (الإنجليزية)
- خوسيه إزكييردو على موقع كووورة
- خوسيه إزكييردو على موقع AS.com (الإسبانية)
- اللاعب خوسيه إزكييردو على موقع كووورة.